# Bāsareh
Bāsareh (persiska: بانِسَرِه, پانسَرِه, بان سَرِه, بُنِهسَر, Bānesareh, باسره) är en ort i Iran.   Den ligger i provinsen Hamadan, i den nordvästra delen av landet, 300 km sydväst om huvudstaden Teheran. Bāsareh ligger 2 050 meter över havet och antalet invånare är 393.
Terrängen runt Bāsareh är kuperad. Runt Bāsareh är det ganska tätbefolkat, med 124 invånare per kvadratkilometer. Närmaste större samhälle är Nahāvand, 7,5 km sydväst om Bāsareh. Trakten runt Bāsareh består i huvudsak av gräsmarker.